# Maki Kawai
Maki Kawai (川合眞紀, Kawai Maki) é uma química japonesa que desenvolveu espectroscopia de molécula única espacialmente seletiva. Em 2018, ela se tornou a primeira mulher a se tornar presidente da Sociedade Química do Japão.

## Infância e educação
Kawai terminou o bacharelado e recebeu o diploma na Universidade de Tóquio em 1975.  Ela completou seus estudos de doutorado na mesma universidade em 1980.  Seu orientador de doutorado foi Kenji Tamaru.

## Pesquisa e carreira

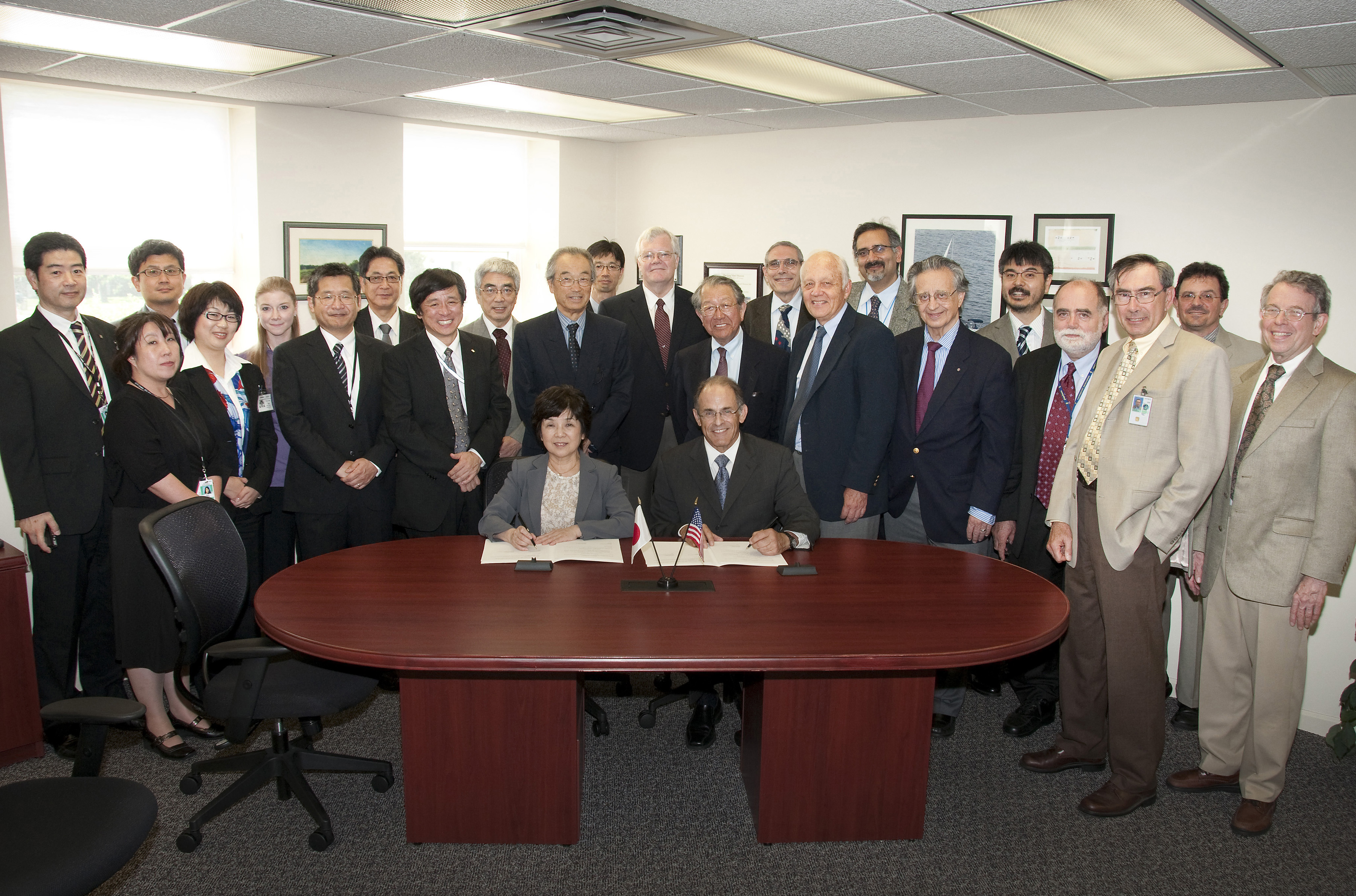
Com Sam Aronson (Cerimônia de Assinatura do acordo entre Brookhaven National Laboratory e Riken, 2012)

Kawai foi pesquisadora de pós-doutorado em Riken entre os anos de 1980 e 1982.  No mesmo ano (1989), ela ingressou na Universidade de Tóquio como bolsista da Sociedade Japonesa para a Promoção da Ciência.  Sua pesquisa considera a dinâmica vibracional de moléculas individuais em superfícies.    Seu grupo usa um microscópio de corrente de tunelamento para monitorar moléculas e átomos no topo de superfícies.  Ela usa isso para compreender os fenômenos químicos e físicos de nanofios, nanopontos e biomoléculas. Ela recebeu bolsas da Surface Science Society of Japan e da American Physical Society para desenvolver espectroscopia de molécula única.  Seu grupo monitora as energias vibracionais e de relaxamento de moléculas individuais usando microscopia de varredura por tunelamento e elétrons tunelados inelasticamente.  Ela contribuiu para vários livros e centenas de publicações revisadas por pares.     Kawai continuou a ser apoiada pela Sociedade Japonesa para a Promoção da Ciência, investigando o transporte de elétrons em nanoescala através de camadas moleculares.  Combinando espectroscopia de molécula única (usando espectroscopia de tunelamento de varredura ) com espectroscopia de tunelamento de elétrons inelástica para identificar canais de transferência de elétrons.   Ela descobriu uma nova via de reação na superfície do dióxido de titânio .   
Kawai tornou-se cientista-chefe e diretora do Laboratório de Química de Superfície em Riken em 1991 e diretora executiva em 2010.  em 2004, foi nomeada professora na Universidade de Tóquio.  Kawai ingressou no Instituto de Ciência Molecular como Diretora Geral em 2016 e foi nomeada presidente da Sociedade Química do Japão em 2018.  

## Prêmiações
- Pessoa de Mérito Cultural, 2021 [21]

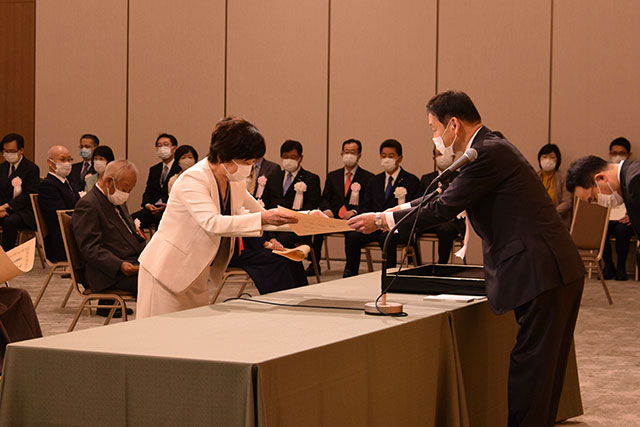
Com Shinsuke Suematsu (Cerimônia de Premiação para Pessoas de Mérito Cultural, 4 de novembro de 2021)

- Prêmio L'Oréal-UNESCO Para Mulheres na Ciência, 2019 [22]
- Membro Honorário de 2018 da Royal Society of Chemistry (Reino Unido)
- Palestra Diels-Planck da Universidade de Kiel, 2018 [23]
- Medalha de Honra 2017 com Fita Roxa do governo japonês [24]
- Prêmio Medard W. Welch da American Vacuum Society, 2016 [25]
- 2015, IUPAC Mulheres Distintas em Química / Engenharia Química [26]
- Prêmio Palestra Gerhard Ertl da Sociedade Max Planck, 2015 [27] [28]
- Prêmio Mukai 2012, Japão [7]
- Comenda de Ciência e Tecnologia 2008 do Ministro da Educação, Cultura, Desporto, Ciência e Tecnologia, Prémio de Ciência e Tecnologia
- Prêmio da Sociedade Química do Japão de 2009 [29]